# Temporada de huracanes del Pacífico de 2023
La temporada de huracanes del Pacífico de 2023 comenzó oficialmente el 15 de mayo en el Pacífico oriental (al este de 140°O) y el 1 de junio en el Pacífico central (desde 140°O hasta la línea internacional de cambio de fecha); terminó en ambos el 30 de noviembre. Estas fechas, adoptadas por convención, describen históricamente el período de cada año en que ocurre la mayor parte de la ciclogénesis tropical en estas regiones del Pacífico. No hubo actividad de ciclones tropicales en la cuenca durante las primeras seis semanas de la temporada, lo que hace que esta sea una de las temporadas más tardías registradas. Cuando el primer sistema, el huracán Adrian, se desarrolló el 27 de junio, se convirtió en la segunda tormenta con nombre más reciente en formación registrada en el Pacífico oriental (desde 1970), solo detrás de la tormenta tropical Agatha en 2016.
Este año varios ciclones tropicales potentes e intensos han afectado la tierra. En julio, el huracán Calvin se convirtió en el primer huracán importante de la temporada y pasó justo al sur de la Isla Grande de Hawái como tormenta tropical, provocando precipitaciones generalizadas en la zona y en la vecina Maui. En agosto, el huracán Dora siguió una trayectoria similar a la de Calvin, pero pasó más al sur de Hawái con una intensidad casi máxima. La interacción entre Dora y un área de alta presión al norte de las islas hawaianas generó fuertes vientos gradientes sobre las islas que a su vez avivaron las llamas de múltiples incendios forestales devastadores. Más tarde ese mes, el huracán Hilary tocó tierra como tormenta tropical en Baja California y luego trajo lluvias torrenciales y ráfagas de viento al suroeste de Estados Unidos. A principios de septiembre, el huracán Jova se convirtió en el primer huracán de categoría 5 en la cuenca desde 2018. A principios de octubre, el huracán Lidia se intensificó rápidamente a categoría 4 y tocó tierra con máxima intensidad, empatándose como el cuarto huracán más fuerte del Pacífico en tocar tierra. A Lidia le siguió el huracán Norma, que tocó tierra dos veces en el noroeste de México menos de dos semanas después. El huracán Otis se desarrolló en el período transcurrido entre las llegadas a tierra de Norma, se intensificó rápidamente hasta convertirse en el segundo huracán de categoría 5 de la temporada y se convirtió en el primer huracán del Pacífico en tocar tierra con una intensidad de categoría 5, superando así al Huracán Patricia como el huracán más fuerte registrado en el Pacífico que tocó tierra.

## Pronósticos
Antes de cada temporada de huracanes en el Pacífico, el Centro de Predicción Climática de la Administración Nacional Oceánica y Atmosférica de los Estados Unidos (NOAA) y el Servicio Meteorológico Nacional (SMN) de México emiten pronósticos de actividad de huracanes. Incluyen cambios semanales y mensuales en factores significativos que ayudan a determinar la cantidad de tormentas tropicales, huracanes y huracanes importantes dentro de un año en particular. Según la Administración Nacional Oceánica y Atmosférica (NOAA), la temporada promedio de huracanes en el Pacífico oriental entre 1991 y 2020 contenía aproximadamente 15 tormentas tropicales, 8 huracanes, 4 huracanes importantes, con un índice de Energía Ciclónica Acumulada (ACE) casi normal entre 80 y 115. En términos generales, la energía ciclónica acumulada (ACE) es un medida de la potencia de una tormenta tropical o subtropical multiplicada por el tiempo que existió. Solo se calcula para avisos completos sobre sistemas tropicales y subtropicales específicos que alcancen o superen velocidades de viento de 39 mph (63 km/h). La Administración Nacional Oceánica y Atmosférica (NOAA) generalmente clasifica una temporada como por encima del promedio, promedio o por debajo del promedio según el índice ACE acumulativo, pero a veces también se considera la cantidad de tormentas tropicales, huracanes y huracanes mayores dentro de una temporada de huracanes. Desde 2017, el Centro Nacional de Huracanes cambió su política para permitir la emisión de avisos sobre perturbaciones que aún no eran ciclones tropicales pero que tenían muchas posibilidades de convertirse en ciclones tropicales y se esperaba que generaran condiciones de tormenta tropical o huracán. a las masas de tierra dentro de las 48 horas. Como resultado de este cambio, las autoridades locales podrían emitir alertas y advertencias. Dichos sistemas se denominarían "ciclones tropicales potenciales".
El 4 de mayo de 2023, Servicio Meteorológico Nacional (SMN) emitió su pronóstico para la temporada, pronosticando un total de 16 a 22 tormentas nombradas en desarrollo, con 7 a 11 huracanes y 3 a 5 huracanes mayores. Los factores que esperaban que aumentaran la actividad eran las temperaturas de la superficie del mar por encima del promedio en el Pacífico oriental y El Niño-Oscilación del Sur (ENOS) que permanecía en la fase neutral, con la posibilidad de que se desarrollara un fuerte El Niño. El 25 de mayo de 2023, la Administración Nacional Oceánica y Atmosférica (NOAA) emitió su pronóstico, que pedía una temporada superior a lo normal con 14 a 20 tormentas tropicales en general, 7 a 11 huracanes, 4 a 8 huracanes mayores y un índice ACE de 90% a 155% de la mediana.

## Resumen de temporada
| Rank | Daños totales     | Año  |
| ---- | ----------------- | ---- |
| 1    | ≥$13.071 billones | 2023 |
| 2    | $4.64 billones    | 2013 |
| 3    | $3.15 billones    | 1992 |
| 4    | >$2.51 billones   | 2024 |
| 5    | $1.62 billones    | 2010 |
| 6    | ≥$1.577 billones  | 2018 |
| 7    | $1.52 billones    | 2014 |
| 8    | $834 millones     | 1982 |
| 9    | $760 millones     | 1998 |
| 10   | $720 millones     | 1994 |

Las primeras semanas de esta temporada de huracanes del Pacífico oriental fueron tranquilas, ya que el primer sistema, la tormenta tropical Adrian, no se desarrolló hasta el 27 de junio. Por lo general, la primera tormenta nombrada se forma alrededor del 10 de junio. Dos días después, cuando Adrián salió al Pacífico abierto, el huracán Beatriz se formó cerca de la costa mexicana y siguió su trayectoria paralela. Luego vino el huracán Calvin, que se formó frente a la costa suroeste de México durante la segunda semana de julio y se convirtió en el primer gran huracán de la temporada a medida que avanzaba constantemente hacia el oeste-noroeste hacia Hawái. El huracán Dora marcó el comienzo de agosto al intensificarse rápidamente a un huracán de categoría 4, mientras también se dirigía hacia Hawái. El 11 de agosto, Dora cruzó la línea internacional de cambio de fecha para convertirse en el segundo ciclón tropical registrado con fuerza de huracán en las cuencas del Pacífico oriental, central y occidental, siendo el otro John en 1994. Otro sistema de principios de agosto, la tormenta tropical Eugene, se formó y permaneció frente a la costa de México durante su breve vida.
El índice ACE de esta temporada, calculado por la Universidad Estatal de Colorado (CSU) utilizando datos del Centro Nacional de Huracanes (NHC), es de aproximadamente 155 unidades. Este número representa la suma de los cuadrados de la velocidad máxima sostenida del viento (nudos) para todas las tormentas nombradas mientras tienen al menos una intensidad de tormenta tropical, dividida por 10,000. Por lo tanto, las depresiones tropicales no están incluidas.

## Ciclones tropicales

### Huracán Adrian
El 23 de junio de 2023, se formó una amplia área de baja presión frente a la costa del sur de México, en un área que el Centro Nacional de Huracanes (NHC) había estado monitoreando durante varios días en busca de un posible desarrollo tropical. La perturbación rápidamente se organizó mejor el 27 de junio y se iniciaron avisos sobre la tormenta tropical Adrian a las 21:00 UTC de ese mismo día. Adrian se fortaleció rápidamente y se convirtió en el primer huracán de la temporada a las 15:00 UTC del 28 de junio, mientras se encontraba a unas 360 millas (580 km) al suroeste de Manzanillo, Colima. Luego alcanzó el estado de huracán de categoría 2 el 30 de junio, y el huracán mantuvo un ojo distinto rodeado por un anillo de convección de -70 °C (-95 °F) en el satélite. Adrian alcanzó vientos máximos sostenidos de 165 km/h (105 mph) ese día, antes de entrar en un entorno de cizalladura del viento más fuerte y temperaturas frías en la superficie del mar, lo que provocó que se debilitara hasta convertirse en tormenta tropical al día siguiente. Adrian se debilitó a una depresión tropical temprano el 2 de julio  y degeneró en un mínimo remanente más tarde ese día.

### Huracán Beatriz
Un área de baja presión se formó cerca de la costa suroeste de Costa Rica el 25 de junio. La perturbación comenzó a mostrar signos de organización unos días después, en los que debido a la amenaza que representaba el sistema en desarrollo para el suroeste de México, el NHC comenzó emitiendo avisos a las 03:00 UTC del 29 de junio, designando el sistema como ciclón tropical potencial Dos-E. La perturbación finalmente se organizó en una depresión tropical seis horas más tarde. A las 21:00 UTC de ese mismo día, la depresión se convirtió en la tormenta tropical Beatriz mientras se ubicaba a unas 105 millas (170 km) al sur-suroeste de Punta Maldonado, Guerrero. La circulación de Beatriz se vio severamente interrumpida por la interacción con la tierra y el sistema se debilitó a tormenta tropical temprano el 1 de julio, y se disipó más tarde ese día frente a la costa de Cabo Corrientes, Jalisco.
Debido a la amenaza que representaba el sistema en desarrollo para el suroeste de México, el NHC inició avisos sobre él a principios del 29 de junio, designándolo como ciclón tropical potencial Dos-E. Una persona se ahogó en Mazatlán, Sinaloa, el 1 de julio, mientras surfeaba las altas olas generadas por los restos de Beatriz.

### Huracán Calvin
El 7 de julio de 2023 se formó un área de baja presión frente a la costa del sur de México. La perturbación se organizó mejor en el transcurso de varios días y desarrolló un centro bien definido en la tarde del 11 de julio, convirtiéndose en la depresión tropical Tres-E. A primera hora del día siguiente, la depresión había comenzado a desarrollar una densa nubosidad central y a exhibir características de bandas, por lo que se actualizó con el aviso de las 09:00 UTC, convirtiéndose en la tormenta tropical Calvin. Calvin se movió hacia el oeste mar adentro en un ambiente favorable con baja cizalladura del viento y temperaturas cálidas en la superficie del mar, y fue ascendido a huracán de categoría 1 a las 15:00 UTC del 13 de julio. Luego se intensificó rápidamente y se convirtió en el primer gran huracán de la temporada a las 15:00 UTC del 14 de julio. En ese momento tenía un ojo bien definido de 28 km (17 millas) de ancho, con un anillo pronunciado de convección profunda rodeándolo. Más tarde ese día comenzó una tendencia de debilitamiento y, a primeras horas del 16 de julio, el sistema había caído a la categoría de tormenta tropical. Aún moviéndose generalmente hacia el oeste, la tormenta cruzó el meridiano 140 alrededor de las 15:00 UTC del 17 de julio, ingresando así a la cuenca del Pacífico central; sus vientos sostenidos en ese momento eran de cerca de 50 mph (85 km/h). Luego, a primeras horas del 19 de julio, Calvin pasó justo al sur de la isla de Hawái. Debilitada por el encuentro cercano con la tierra, la tormenta comenzó a perder sus características tropicales. Calvin se volvió postropical a las 21:00 UTC del 19 de julio.
Todos los parques estatales de la Isla Grande, así como la mayor parte del Parque Nacional de los Volcanes de Hawái, cerraron a partir de la tarde del 18 de julio, mientras que las escuelas públicas estuvieron cerradas durante todo el 19 de julio. El 18 de julio se abrieron ocho refugios de emergencia en todo el condado. Calvin no causó daños significativos; Sólo se produjeron inundaciones menores en zonas propensas a inundaciones de la Isla Grande. Las precipitaciones alcanzaron hasta 184 mm (7,24 pulgadas) en Honolii Stream, mientras que se registraron ráfagas máximas de 116 km/h (72 mph) y 113 km/h (70 mph) en las cumbres de Haleakalā y Mauna Kea, respectivamente.

### Depresión tropical Cuatro-E
Una onda tropical entró en el Pacífico oriental el 16 de julio después de atravesar Centroamérica. Una amplia área de baja presión asociada con la onda se formó al sur de la costa del suroeste de México el 17 de julio. La perturbación se organizó mejor el 20 de julio y, a las 12:00 UTC, se formó la Depresión Tropical Cuatro-E al suroeste. de la península de Baja California. Más tarde ese día, sin embargo, la estructura de la depresión comenzó a deteriorarse. Pronto perdió toda su convección profunda  y degeneró en una depresión remanente a las 00:00 UTC del 22 de julio.

### Tormenta tropical Greg
El 11 de agosto, se formó una amplia zona de baja presión asociada con una onda tropical al este-sureste de las islas hawaianas. Unos días más tarde, la actividad de chubascos y tormentas dentro de la perturbación se organizó mejor y desarrolló una circulación bien definida. En consecuencia, la depresión tropical Ocho-E se formó a las 03:00 UTC del 14 de agosto. La depresión se convirtió en tormenta tropical Greg seis horas después. En ese momento, la tormenta se movía hacia el oeste a 13 mph (20 km/h) y estaba a punto de ingresar a la cuenca del Pacífico Central. La tormenta se fortaleció un poco el 15 de agosto, cuando se desarrolló un núcleo interno y la convección profunda aumentó cerca de su centro, como resultado de la disminución de la cizalladura del viento y la continuación de las temperaturas cálidas del agua. La cizalladura del viento, aunque relativamente ligera, resultó perjudicial, desplazando la convección de Greg hacia el norte del centro y provocando que pulsara. En última instancia, esto llevó a que el sistema se volviera cada vez más desorganizado a última hora del día siguiente. Más tarde, mientras se encontraba al sur de la isla de Hawái el 17 de agosto, se debilitó hasta convertirse en depresión tropical.

### Huracán Otis
Días antes de que este fenómeno meteorológico se formara, comenzó a rastrearse un área abundante en nubes muy al sur de México, este sistema inició una trayectoria en la cual se fue intensificando. El día 22 de octubre, a este sistema se le numeró 18-E en el Pacífico ya a las costas de Oaxaca pero algo retirado.
Al momento de haber llegado a tormenta tropical se le asignó el nombre de Otis, el cual alcanzó los vientos necesarios el día 24 de octubre por la mañana. En menos de 12 horas, Otis pasó de ser una simple tormenta tropical a convertirse en el fenómeno ciclónico más fuerte de toda la temporada de huracanes del 2023, alrededor de las 03:00 UTC del 25 de octubre. Otis alcanzó la categoría de huracán categoría 5 en la escala Saffir-Simpson, con vientos de 270 km/h (165 mph) y alcanzó una presión mínima central de 922 mbar (27.23 inHg), superando incluso al huracán Jova por 10 km/h y por 6 mbar, siendo el ciclón más potente no sólo de la presente temporada, sino también de la década de los 2020.
Alrededor de las 06:25 UTC del día 25 de octubre, la muralla norte del ojo impactó a pocos kilómetros del puerto de Acapulco, en Guerrero como un huracán de categoría 5.
A las 12:00 UTC del 25 de octubre, Otis todavía mantenía intensidad de huracán de categoría 2 dentro de tierra.

### Tormenta tropical Pilar
El 25 de octubre, se formó una amplia zona de baja presión, parcialmente relacionada con los restos de la Depresión Tropical Veintiuno del Atlántico, frente a la costa de Centroamérica. El 28 de octubre, la depresión se organizó mejor y la circulación en niveles bajos se definió mejor, lo que resultó en la formación de la depresión tropical Diecinueve-E a las 21:00 UTC de esa tarde. A las 03:00 UTC del 30 de octubre, la depresión tropical se intensificó a la tormenta tropical Pilar. Se encuentra en las coordenadas 11.0 °N, 92.0 °O, a unas 265 millas (425 km) al suroeste de San Salvador, El Salvador. Los vientos máximos sostenidos son de 65 km/h (40 mph), con ráfagas de hasta 85 km/h (50 mph). La presión barométrica mínima es 1003 mbar (29.62 inHg) y el sistema estaba estacionario. Pilar procedió a moverse lentamente hacia el este-noreste, antes de detenerse frente a la costa de El Salvador en la tarde del 31 de octubre, cuando sus corrientes conductoras colapsaron. Luego, la tormenta se desvió hacia el norte y sus vientos sostenidos se intensificaron a 60 mph (95 km/h).  El 1 de noviembre, hizo su giro previsto hacia el oeste, mar adentro. El sistema se movió rápidamente hacia el oeste-suroeste durante los siguientes días, debilitándose en el camino, como resultado de la intrusión de aire seco desde el norte y la cizalladura del viento del oeste.  El patrón de nubes de Pilar se degradó un poco el 5 de noviembre, debido al aumento de la cizalladura hacia el suroeste en niveles medios. La tormenta también disminuyó su velocidad y giró hacia el oeste-noroeste en respuesta a una vaguada de nivel medio que se extendía al suroeste de la península de Baja California. Más tarde ese día, Pilar quedó desprovista de convección organizada y degeneró en una depresión remanente postropical de 35 mph (55 km/h) a primeras horas del 6 de noviembre.

### Tormenta tropical Ramón
El 16 de noviembre, se formó una pequeña zona de baja presión que produjo algunos aguaceros y tormentas desorganizadas a unas 1,000 millas (1,610 km) al sur-suroeste del extremo sur de la península de Baja California. A la deriva hacia el oeste-noroeste, las lluvias y tormentas asociadas con la perturbación persistieron y se consolidaron cerca del centro de niveles bajos a principios del 23 de noviembre, convirtiéndose en la Depresión Tropical Veinte-E. Al día siguiente hubo ráfagas aisladas de convección cerca del presunto centro de bajo nivel de la depresión, y, al final del día, se había organizado notablemente mejor, convirtiéndose en la tormenta tropical Ramón.

## Estadísticas de temporada
Esta es una tabla de todas los sistemas que se han formado en la temporada de 2023. Incluye su duración, nombres, áreas afectada(s), indicados entre paréntesis, daños y muertes totales. Las muertes entre paréntesis son adicionales e indirectas, pero aún estaban relacionadas con esa tormenta. Los daños y las muertes incluyen totales mientras que la tormenta era extratropical, una onda o un baja, y todas las cifras del daño están en USD 2023.
| DT | TT | 1 | 2 | 3 | 4 | 5 |

| Nombre                  | Fechas activo                  | Categoría de tormenta en intensidad máxima | Vientos máx. (km/h) | Presión min (hPa) | ACE      | Áreas afectadas                                                                       | Áreas afectadas                                                          | Áreas afectadas                                                       | Daños (en millones USD) | Muertos |
| Nombre                  | Fechas activo                  | Categoría de tormenta en intensidad máxima | Vientos máx. (km/h) | Presión min (hPa) | ACE      | Lugar                                                                                 | Fecha                                                                    | Vientos (km/h)                                                        | Daños (en millones USD) | Muertos |
| ----------------------- | ------------------------------ | ------------------------------------------ | ------------------- | ----------------- | -------- | ------------------------------------------------------------------------------------- | ------------------------------------------------------------------------ | --------------------------------------------------------------------- | ----------------------- | ------- |
| Adrian                  | 27 de junio – 2 de julio       | Huracán categoría 2                        | 165 (105)           | 970               | 8.7925   | Ninguno                                                                               | Ninguno                                                                  | Ninguno                                                               | Ninguno                 | 0       |
| Beatriz                 | 29 de junio – 1 de julio       | Huracán categoría 1                        | 140 (85)            | 991               | 2.565    | Ninguno                                                                               | Ninguno                                                                  | Ninguno                                                               | Ninguno                 | 1       |
| Calvin                  | 11 – 19 de julio               | Huracán categoría 3                        | 205 (125)           | 953               | 14.3925  | Ninguno                                                                               | Ninguno                                                                  | Ninguno                                                               | Ninguno                 | 0       |
| Cuatro-E                | 20 – 21 de julio               | Depresión tropical                         | 55 (35)             | 1006              | 0        | Ninguno                                                                               | Ninguno                                                                  | Ninguno                                                               | Ninguno                 | 0       |
| Dora                    | 31 de julio – 12 de agosto     | Huracán categoría 4                        | 240 (150)           | 939               | 52.6125  | Ninguno                                                                               | Ninguno                                                                  | Ninguno                                                               | Ninguno                 | 0       |
| Eugene                  | 5 – 7 de agosto                | Tormenta tropical                          | 110 (70)            | 992               | 1.8575   | Ninguno                                                                               | Ninguno                                                                  | Ninguno                                                               | Ninguno                 | 0       |
| Fernanda                | 12 – 17 de agosto              | Huracán categoría 4                        | 215 (130)           | 949               | 11.2675  | Ninguno                                                                               | Ninguno                                                                  | Ninguno                                                               | Ninguno                 | 0       |
| Greg                    | 14 – 18 de agosto              | Tormenta tropical                          | 85 (50)             | 1000              | 2.3825   | Ninguno                                                                               | Ninguno                                                                  | Ninguno                                                               | Ninguno                 | 0       |
| Hilary                  | 16 – 20 de agosto              | Huracán categoría 4                        | 220 (140)           | 940               | 13.4475  | San Quintín, Baja California                                                          | 20 de agosto                                                             | 95 (60)                                                               | $614.7 millones         | 3       |
| Irwin                   | 27 – 29 de agosto              | Tormenta tropical                          | 65 (40)             | 997               | 1.055    | Ninguno                                                                               | Ninguno                                                                  | Ninguno                                                               | Ninguno                 | 0       |
| Jova                    | 4 – 10 de septiembre           | Huracán categoría 5                        | 260 (160)           | 926               | 16.10    | Ninguno                                                                               | Ninguno                                                                  | Ninguno                                                               | Ninguno                 | 0       |
| Doce-E                  | 15 – 17 de septiembre          | Depresión tropical                         | 55 (35)             | 1006              | 0        | Ninguno                                                                               | Ninguno                                                                  | Ninguno                                                               | Ninguno                 | 0       |
| Kenneth                 | 19 – 22 de septiembre          | Tormenta tropical                          | 85 (50)             | 1000              | 1.8175   | Ninguno                                                                               | Ninguno                                                                  | Ninguno                                                               | Ninguno                 | 0       |
| Catorce-E               | 23 – 25 de septiembre          | Depresión tropical                         | 55 (35)             | 1007              | 0        | Ninguno                                                                               | Ninguno                                                                  | Ninguno                                                               | Ninguno                 | 0       |
| Lidia                   | 3 – 11 de octubre              | Huracán categoría 4                        | 220 (140)           | 942               | 11.1025  | Costa de Tomatlán, Jalisco, México                                                    | 10 de octubre                                                            | 220 (140)                                                             | Ninguno                 | 2       |
| Max                     | 8 – 10 de octubre              | Tormenta tropical                          | 110 (70)            | 990               | 1.195    | Petatlán, Guerrero, México                                                            | 9 de octubre                                                             | 110 (70)                                                              | Ninguno                 | 2       |
| Norma                   | 17 – 23 de octubre             | Huracán categoría 4                        | 215 (130)           | 939               | 14.53    | Cabo San Lucas, Baja California Sur, México                                           | 21 de octubre                                                            | 130 (80)                                                              | Ninguno                 | 3       |
| Norma                   | 17 – 23 de octubre             | Huracán categoría 4                        | 215 (130)           | 939               | 14.53    | Altata, Sinaloa, México                                                               | 23 de octubre                                                            | 55 (35)                                                               | Ninguno                 | 3       |
| Otis                    | 22 – 25 de octubre             | Huracán categoría 5                        | 270 (165)           | 922               | 9.4825   | Plantilla:CT estadísticas cat5 formato celda align=left \| Acapulco, Guerrero, México | Plantilla:CT estadísticas cat5 formato celda align=left \| 25 de octubre | Plantilla:CT estadísticas cat5 formato celda align=right \| 260 (160) | ≥$16 mil millones       | ≥49     |
| Pilar                   | 28 de octubre – 6 de noviembre | Tormenta tropical                          | 95 (60)             | 996               | 5.415    | Ninguno                                                                               | Ninguno                                                                  | Ninguno                                                               | Ninguno                 | 2       |
| Ramón                   | 23 – 26 de noviembre           | Tormenta tropical                          | 75 (45)             | 1002              | 0.9325   | Ninguno                                                                               | Ninguno                                                                  | Ninguno                                                               | Ninguno                 | 0       |
| Totales de la temporada |                                |                                            |                     |                   |          |                                                                                       |                                                                          |                                                                       |                         |         |
| 20 ciclones             | 27 de junio – 26 de noviembre  |                                            | 270 (165)           | 922               | 168.9475 | '                                                                                     | '                                                                        | '                                                                     | $16.689 mil millones    | 62      |

## Nombres de los ciclones tropicales
Los siguientes nombres se usaron para tormentas con nombre que se forman en el noreste del océano Pacífico durante 2023. Esta es la misma lista utilizada en la temporada de 2017. Los nombres retirados, si los hay, se anunciarán en las sesión XLVI de la RA VI Hurricane Committee en la primavera de 2024. Los nombres no retirados de esta lista se usarán nuevamente en la temporada de 2029.
| - Adrián - Beatriz - Calvin - Dora - Eugene - Fernanda - Greg - Hilary | - Irwin - Jova - Kenneth - Lidia - Max - Norma - Otis - Pilar | - Ramón - Selma (sin usar) - Todd (sin usar) - Verónica (sin usar) - Wiley (sin usar) - Xina (sin usar) - York (sin usar) - Zelda (sin usar) |

Para las tormentas que se forman en el área de responsabilidad del Centro de Huracanes del Pacífico Central, que abarca el área entre 140 grados al oeste y la Línea internacional de cambio de fecha, todos los nombres se utilizan en una serie de cuatro listas rotatorias. Los siguientes cuatro nombres que se programarán para su uso en la temporada de 2023 se muestran a continuación de esta lista.
| - Hone (sin usar) - Iona (sin usar) | - Keli (sin usar) - Lala (sin usar) | - Moke (sin usar) - Nolo (sin usar) |

### Nombres retirados
El 20 de marzo de 2024, durante la XLVI sesión de la RA VI Hurricane Committee de la Organización Meteorológica Mundial retiró los nombres de Dora y Otis debido a los cuantiosos daños y perdidas humanas que habían provocado en Hawái y en Acapulco respectivamente. Serán reemplazados por Debora y Otilio en la temporada de 2029.

## Energía Ciclónica Acumulada (ECA)
La Energía Ciclónica Acumulada (ACE, por sus siglas en inglés) es una medida de la energía del huracán multiplicado por la longitud del tiempo en que existió; las tormentas de larga duración, así como huracanes particularmente fuertes, tienen ACE alto. El ACE se calcula solamente a sistemas tropicales que exceden los 34 nudos (39 mph, 63 km/h), o sea, fuerza de tormenta tropical.
| 1                        | 21.8075 (30.805) | Dora    | 2  | 16.10   | Jova     |
| 3                        | 14.53            | Norma   | 4  | 13.4475 | Hilary   |
| 5                        | 12.6925 (1.70)   | Calvin  | 6  | 11.2675 | Fernanda |
| 7                        | 11.1025          | Lidia   | 8  | 9.4825  | Otis     |
| 9                        | 8.7925           | Adrian  | 10 | 5.4155  | Pilar    |
| 11                       | 2.565            | Beatriz | 12 | 1.8575  | Eugene   |
| 13                       | 1.8175           | Kenneth | 14 | 1.195   | Max      |
| 15                       | 1.055            | Irwin   | 16 | 0.9325  | Ramón    |
| 17                       | 0.1225 (2.26)    | Greg    |    |         |          |
| Total: 134.1825 (34.765) |                  |         |    |         |          |